# Abrocomaphthirus chilensis
Abrocomaphthirus chilensis är en insektsart som först beskrevs av Gomez 1998.  Abrocomaphthirus chilensis ingår i släktet Abrocomaphthirus och familjen ledlöss. Inga underarter finns listade i Catalogue of Life.